# Sharpe-Greisbock

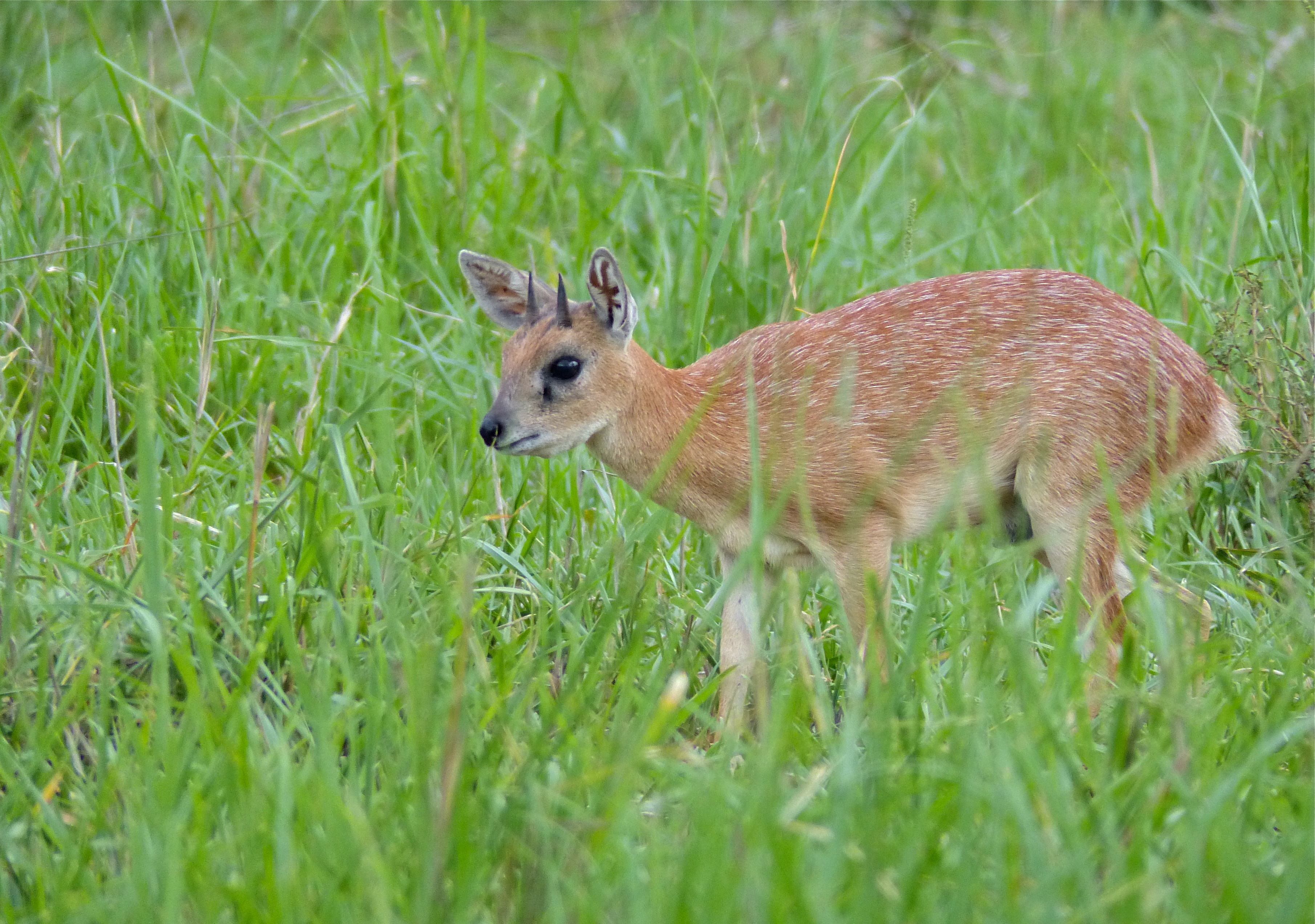
Sharpe-Greisbock, junges Männchen

Der Sharpe-Greisbock (Raphicerus sharpei) ist eine im südlichen und östlichen Afrika vorkommende Zwergantilope und entspricht in seiner Erscheinung dem Kap-Greisbock (R. melanotis), doch die Verbreitungsgebiete der beiden Arten überschneiden sich nicht.

## Merkmale
Der Sharpe-Greisbock erreicht eine Kopf-Rumpf-Länge von 65 bis 75 Zentimeter, hat eine Schulterhöhe von etwa 50 Zentimeter, einen 4 bis 8 Zentimeter langen Schwanz und erreicht ein Gewicht von 7 bis 16 kg. Vergleichen mit dem Kap-Greisbock sind die Ohren des Sharpe-Greisbocks größer und ihre Hinterseiten sind weniger dicht behaart, die Hörner sind kürzer und die Zähne sind kleiner. Die Voraugendrüsen liegen tiefer. Die Behaarung ist weißlich, an den Rändern schwärzlich. Die Beine sind heller und die Bauchseite ist mehr weißlich als beim Kap-Greisbock. Außerdem fehlen dem Sharpe-Greisbock die Nebenhufe. Die Schwanzoberseite hat die gleiche Färbung wie der Rücken, die Unterseite ist weiß.

## Lebensweise

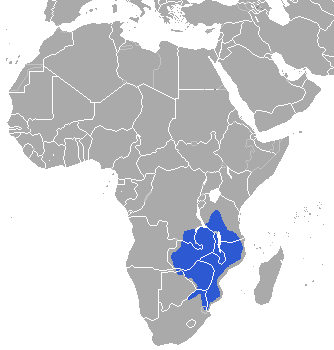
Das Verbreitungsgebiet des Sharpe-Greisbock nach Angaben der IUCN

Die kleine Antilope ist überwiegend nachtaktiv und kommt tagsüber zum Fressen nur aus ihrem Versteck wenn es regnet oder wenn sie von Vegetation bedeckt ist. Dazu nutzt sie dichtes Gebüsch, hohes Grass oder Brachystegia-Dickichte. Gestört flieht sie wieder in dichte Vegetation. Der Sharpe-Greisbock ist ein Laubfresser, doch auch Gras wird nicht verschmäht. Sharpe-Greisböcke vermehren sich das ganze Jahr über, viele Geburten scheinen jedoch zum Beginn der Regenzeit stattzufinden. Wahrscheinlich sind die Tiere überwiegend Einzelgänger, hin und wieder leben Paare zusammen. Ihre Territorien werden durch Dunghaufen markiert.

## Verbreitung
Nach Angaben der IUCN kommt der Sharpe-Greisbock vom Südwesten Tansanias bis ins nördliche Südafrika vor. Im Westen umfasst das Verbreitungsgebiet auch Sambia und Simbabwe, im Osten fast ganz Mosambik. Groves und Grupp trennten die südliche Population des Greisbocks als eigenständige Art ab (Natal-Greisbock (Raphicerus colonicus)), was sich bisher aber nicht durchgesetzt hat.

## Gefährdung
Er wird als nicht gefährdet eingestuft, da die Populationsgröße wurde 1999 auf über 95 000 Tiere geschätzt wird, von denen mehr als ein Drittel in Schutzgebieten lebt. Schutzgebiete in denen der Sharpe-Greisbock vorkommt sind das Selous Game Reserve in Tansania, der Nationalpark Upemba in der Demokratischen Republik Kongo, der Kafue-Nationalpark und die drei Nationalparks im Tal des Luangwa in Sambia, der Lengwe-Nationalpark in Malawi, der Banhine-Nationalpark in Mosambik, der Hwange-Nationalpark und der Gonarezhou-Nationalpark in Simbabwe und der Kruger-Nationalpark in Südafrika.